# Col mare di fronte
Col mare di fronte è un EP degli Skiantos pubblicato nel 2004.

## Tracce
1. Col mare di fronte (acusticmix)
2. Col mare di fronte
3. Col mare di fronte (elettrixmix)
4. Pacifisti oltranzisti
5. Tormento al tramonto
6. Gelati (live 1988)
7. Col mare di fronte (video)